# Grenville Morris
Arthur Grenville Morris, meglio noto come Grenville Morris (Builth Wells, 13 aprile 1877 – West Bridgford, 27 novembre 1959), è stato un calciatore gallese, di ruolo attaccante.
È il miglior marcatore della storia del Nottingham Forest con 217 reti.

## Biografia
Prima di intraprendere la carriera calcistica, ha studiato all'Ellesmere College di Ellesmere, nello Shropshire, dal maggio del 1892 al dicembre del 1893.

## Carriera

### Club
Morris cominciò a giocare per la squadra di calcio della sua città, Builth Wells. Il primo documento che lo indica come giocatore del club è il Brecon Country Times del 29 dicembre 1893, quando segnò un goal in un 4-1 sulla squadra di calcio della città di Brecon. Nel gennaio del 1894 passo all'Aberystwyth Town, segnando ben 111 reti in 75 presenze. Nel 1897 passò allo Swindon Town, segnando al suo debutto il 6 febbraio dello stesso anno in una partita contro il Northfleet. Con i Pettirossi ha totalizzato 50 presenze e 44 reti in tutte le competizioni. Nel 1898 si trasferì al Nottingham Forest per una somma di 200 sterline.

### Nazionale
Morris ha giocato per la nazionale gallese dal 1896 al 1912, mettendo a segno 9 reti in 21 presenze.

## Palmarès

### Club

#### Competizioni nazionali
- Campionato inglese di seconda divisione: 1

Nottingham Forest: 1906-1907